# Bandito sociale

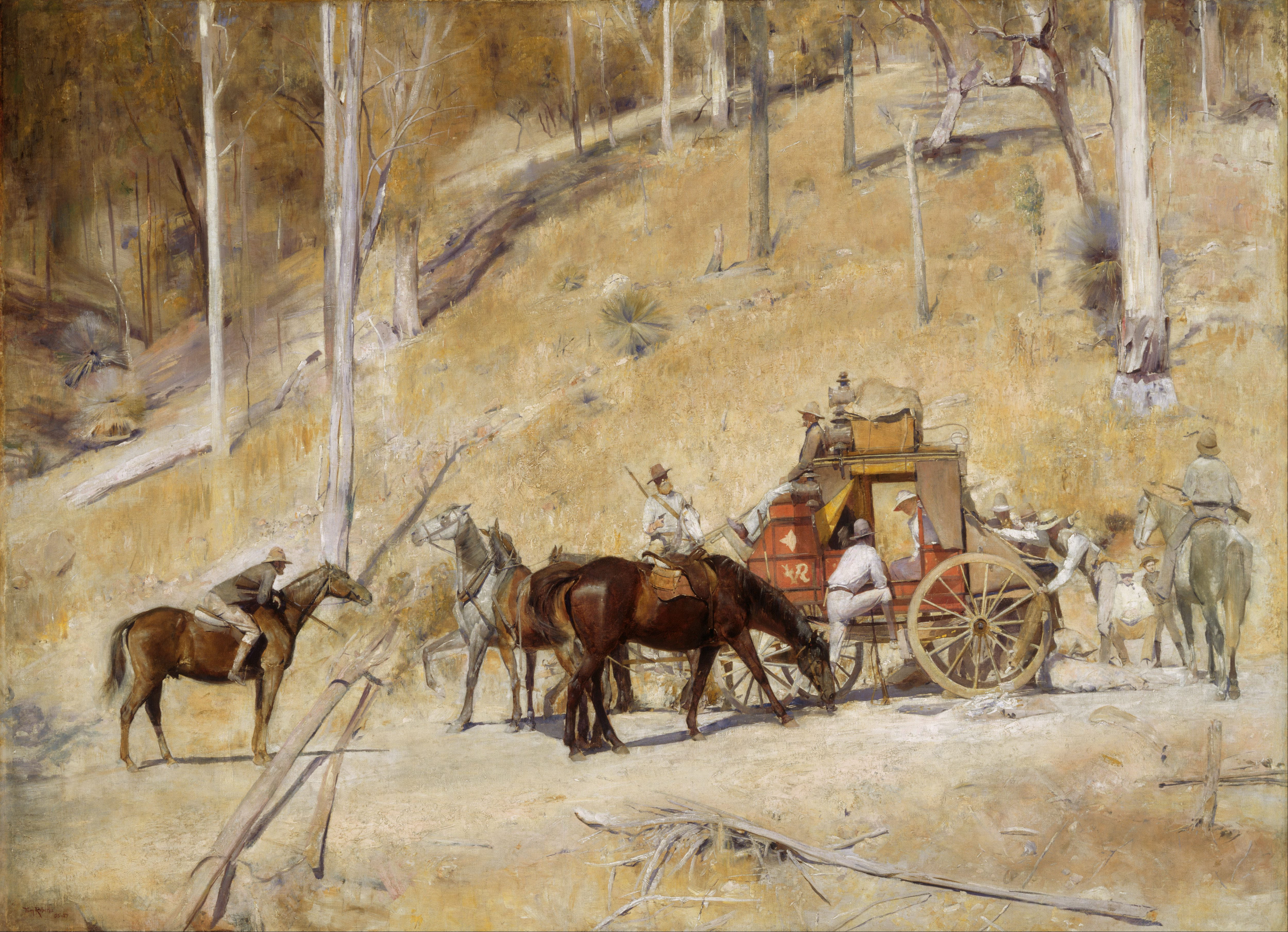
Tom Roberts, Bailed Up, 1895, Art Gallery of New South Wales

Il bandito sociale è un paradigma sociologico enucleato dallo storico Eric Hobsbawm partendo da considerazioni fondate sulle modalità di ricezione popolare della figura del bandito. Il modello storiografico ha aperto la strada a un filone di studi incentrato su quello che è stato definito il «banditismo sociale», cioè un fenomeno caratterizzato da divergenti valutazioni (consenso/repressione) in aree contrapposte della società, interessate da rapporti di egemonia/subalternità.

## Genesi del paradigma

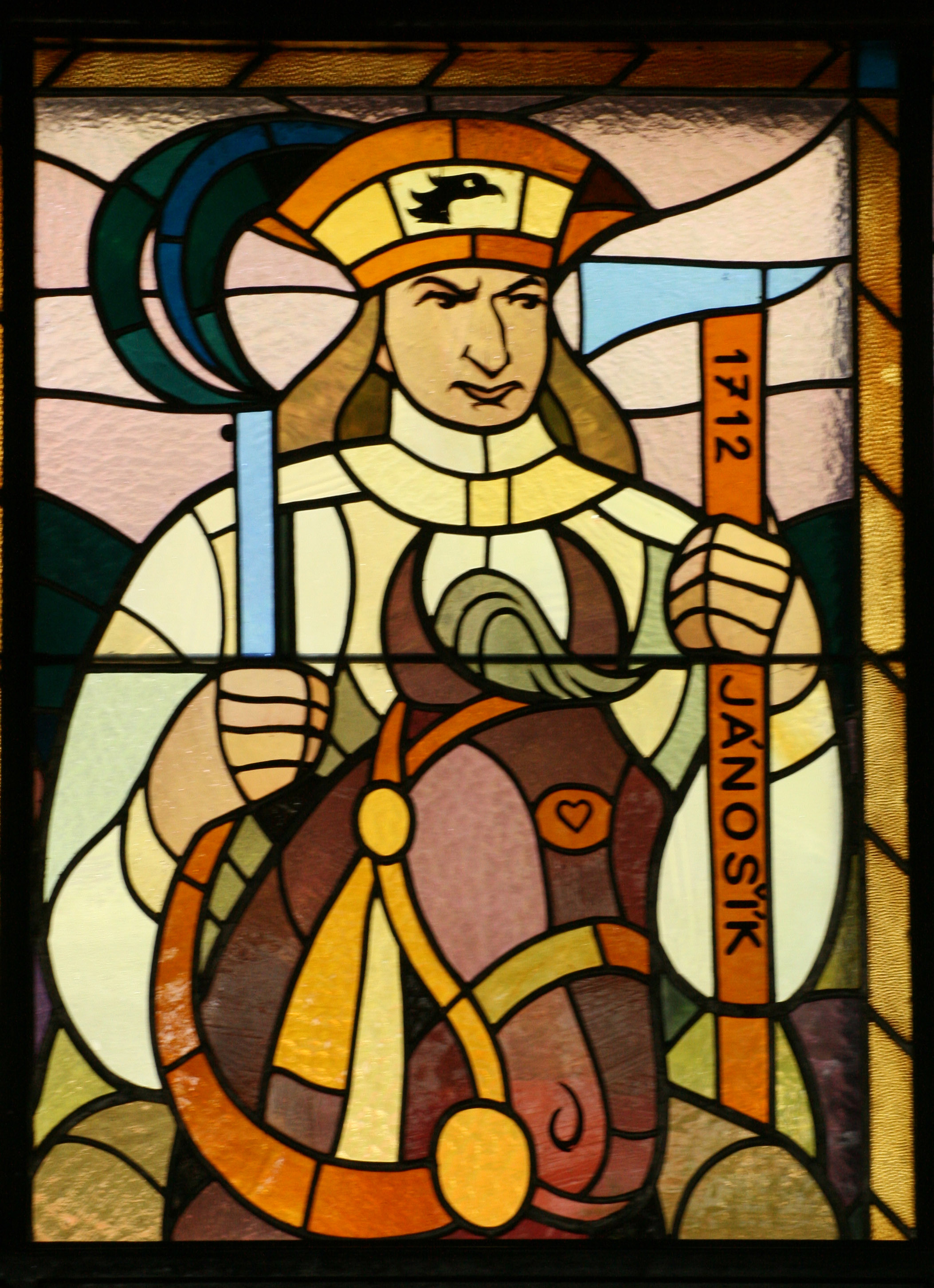
Juraj Jánošík, bandito slovacco vissuto a cavallo tra XVII XVIII secolo, divenuto eroe popolare e nazionale

La coniazione del termine «banditismo sociale» e, prima ancora, l'enucleazione stessa del concetto, si devono entrambe all'opera di Eric Hobsbawm, in quella che qualcuno ha definito un vero e proprio "atto creativo", che ha dato origine a «uno dei più famosi ed influenti archetipi storici, il bandito sociale». Il primo saggio sull'argomento fu pubblicato da Hobsbawm nel 1959, sotto il titolo Primitive Rebels: Studies in Archaic Forms of Social Movementes in the 19th and 20th Centuries.
Era il primo di una trilogia dedicata all'argomento: il tema fu infatti ampliato dieci anni dopo, in un secondo saggio dal titolo Bandits; il saggio conobbe una ristampa, in edizione riveduta, nel 1981.
Nel 1969, Hobsbawm estese il suo interesse anche a forme non primitive o pre-moderne di ribellismo, con la pubblicazione, in collaborazione con George Rudé, dedicata all'impatto del sollevamento rurale, di tipo luddista, contro la modernizzazione portata dalle trebbiatrici, guidato da Captain Swing, la cui incruenta rivolta fu però soffocata nel sangue.

## Definizione del paradigma storiografico
Eric Hobsbawm ritenne di poter individuare il concetto dalle figure dei banditi ribelli tramandate dalla storia e dalla tradizione orale, un fenomeno sociale di ampia portata. Nella sua ricerca, egli prese spunto proprio da quelle figure carismatiche di banditi le cui azioni, com'è il caso tipico di Robin Hood, offrivano autorevole protezione alle masse sottomesse, opponendo la forza alle pretese egemoniche delle élite sociali, beneficiando così del consenso popolare, circonfusi da fama leggendaria e dall'ammirazione delle classi oppresse. Secondo la sua definizione, i "banditi sociali":
(Eric Hobsbawm, I banditi. Il banditismo sociale nell'età moderna, Einaudi, traduzione di Eladia Rossetto, pp. 11)
Con questa sua definizione, Hobsbawm intendeva porre l'enfasi sulla stretta relazione esistente tra il ribellismo banditesco, da lui individuato come sociale, e il consenso delle classi socialmente egemonizzate e oppresse: questo nesso è un tratto essenziale per conferire credibilità alla caratterizzazione 'sociale' del suo modello.
Al fenomeno sociale, Hobsbawm ritenne di poter attribuire una dimensione tra le più intensamente 'universalistiche' dell'intera storia dell'uomo:
(Eric Hobsbawm, I banditi. Il banditismo sociale nell'età moderna, Einaudi, traduzione di Eladia Rossetto, pp. 11-12)
Egli, però, non si limita a sottolineare il carattere sociale e universale del fenomeno criminale, ma ne evidenzia quello che individua come un fondamentale punto di forza, la sua collocazione in una dimensione quasi romantica, che dà conto, e al tempo stesso beneficia, del successo letterario, artistico e folcloristico riscosso da molte figure di banditi.

### Profili sociologici
Sebbene l'analisi di Hobsbawm prendesse avvio dalla condotta nobile di figure carismatiche di banditi, egli, tuttavia, definisce la figura del "bandito sociale" come non riducibile solo alla tipologia del noble bandit.
Hobsbawm, infatti, individua tre distinti profili sociologici:
- Il primo, appunto, è quello alla Robin Hood, che incarna il «più puro e, in un certo senso, il più logico tra gli stereotipi», quello del "nobile fuorilegge".
- un altro profilo dà conto del vendicatore ('avenger') che sfida apertamente l'autorità seminando il terrore, come nel caso dei cangaçeiros brasiliani, anche con manifestazioni estreme di violenza e crudeltà, ma senza operare riparazioni, perequazioni, o redistribuzioni, a vantaggio dei più deboli;
- un terzo tipo è fornito dalle bande organizzate a cui si riconosce una funzione politica, come quella irredentista e di resistenza all'invasore attribuita dagli haiduk balcanici.

#### Differenza tra bandito sociale e rivoluzionario
La figura del bandito sociale, secondo Hobsbawm, non va tuttavia confusa con quella di un rivoluzionario politico. La figura di Robin Hood, ad esempio, è quella di un nobile bandito tendenzialmente rispettoso delle istituzioni legittimamente costituite: Robin Hood è un lealista o, sotto altri aspetti, un riformatore, che lotta contro l'usurpatore Giovanni Senzaterra in favore del legittimo re d'Inghilterra Riccardo I Cuor di Leone.
Ma anche in altri casi, quando il bandito si pone in atteggiamento di aperta sfida e antagonismo all'autorità, il ribellismo non esula da una sfera anarchica e altamente individuale che, per questo stesso motivo, ne affievolisce la portata: il bandito ribelle è, piuttosto, l'espressione dell'impotenza e della passività dei ceti sottomessi; egli è, al tempo stesso, «il prodotto e la controparte di un generale atteggiamento di passività», ovvero di una disposizione tipica di chi versa in stato di povertà, quasi una regola generale rispetto alla quale il bandito sociale si pone, di fatto, come l'eccezione confermativa. L'azione del bandito si muove nelle strutture sociali esistenti, in antagonismo ai rapporti di forza sottesi da tali strutture, ma la sua ribellione non tende né a modificare in profondo la realtà sociale né a riformarla: come nel caso dei cangaçeiros del Brasile, gli interessi perseguiti dai ribelli sono quelli di un limitato gruppo sociale, banda, e non convergono mai con quelli più ampi della classe contadina oppressa. La dimensione ristretta del suo agire, la matrice individualistica e anarchica, fanno sì che, perlomeno «in situazioni normali, cioè in contesti non rivoluzionari», il bandito sociale non rappresenti «l'avanguardia rivoluzionaria di una rivolta di massa».
Altro paradigma da lui enunciato, riguarda il fatto che, secondo Hobsbawm, in politica, i banditi sociali finiscono per assumere posizioni reazionarie, perfino quando realizzano una rivolta sociale: essi si oppongono al progresso, da loro inteso come forma di destabilizzazione e scardinamento dell'ordine tradizionale

##### Brigantaggio nell'Italia meridionale
Costituirebbero eccezione alla matrice individualistica, secondo Hobsbawm, gli «anni del brigantaggio» dell'Italia meridionale («il classico paese dei banditi», insieme alla Spagna, secondo la sua stessa definizione) durante il processo di unificazione della penisola e nei primi decenni del Regno d'Italia, un fenomeno storico da lui definito come «raro esempio di un'importante sollevazione contadina capitanata da banditi sociali».

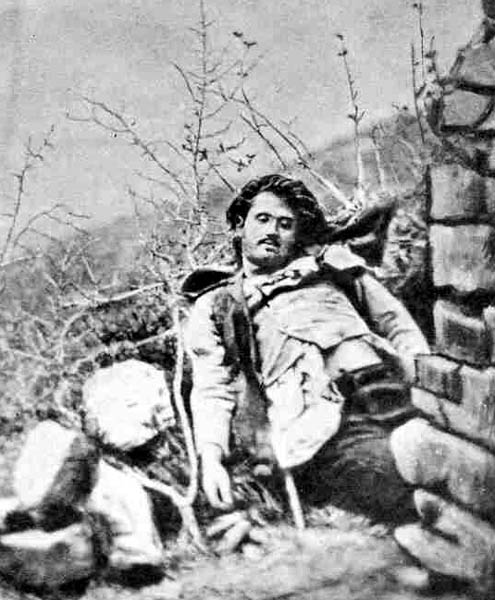
Il cadavere di Ninco Nanco, luogotenente di Carmine Crocco, nel 1864.

Ma la rivolta guidata dai briganti non si sottrae, però, all'altra regola da lui enunciata, la connotazione politica reazionaria, che, per i briganti meridionali, si risolveva nell'ideale vagheggiamento di un 'buon tempo antico', simboleggiato più dall'associazione simbolica del «Trono e dell'Altare». Un passato più mitico che reale, che sapevano diverso da quello del regno Borbonico, contro cui, del resto, molti di loro avevano combattuto appena pochi anni prima, a fianco di Giuseppe Garibaldi.
Sebbene alcuni capi briganti, come Carmine "Donatelli" Crocco e Ninco Nanco, seppero dar prova di straordinarie capacità di comando e di azione, riuscendo perfino a guadagnarsi l'ammirazione di chi era deputato a dar loro la caccia, essi, d'altro canto, non esibirono un programma politico né disponevano delle capacità per elaborarlo: non seppero incidere sugli assetti della proprietà terriera e del latifondo e non si mostrarono nemmeno capaci di concepire un esito che, seppur lontanamente, potesse scalfire quegli assetti, promuovendo cioè un processo che, con termine anacronistico per quell'epoca, sarà in seguito definito come riforma agraria.
Questo paradigma reazionario non impediva tuttavia che, talvolta, potesse coagulare una contiguità occasionale tra briganti meridionali e frange rivoluzionarie, soprattutto se anch'esse si trovavano in opposizione all'autorità: è il caso del proclama del 1863 in cui Carmine Crocco dichiarava non solo «lunga vita al giusto regno di Napoli [...] al Vicario di Cristo Pio IX e agli ardenti fratelli repubblicani», in un'epoca in cui le fazioni garibaldine e mazziniane (appunto, gli ardenti fratelli repubblicani) erano entrambi all'opposizione

## Impatto culturale e critica del modello interpretativo

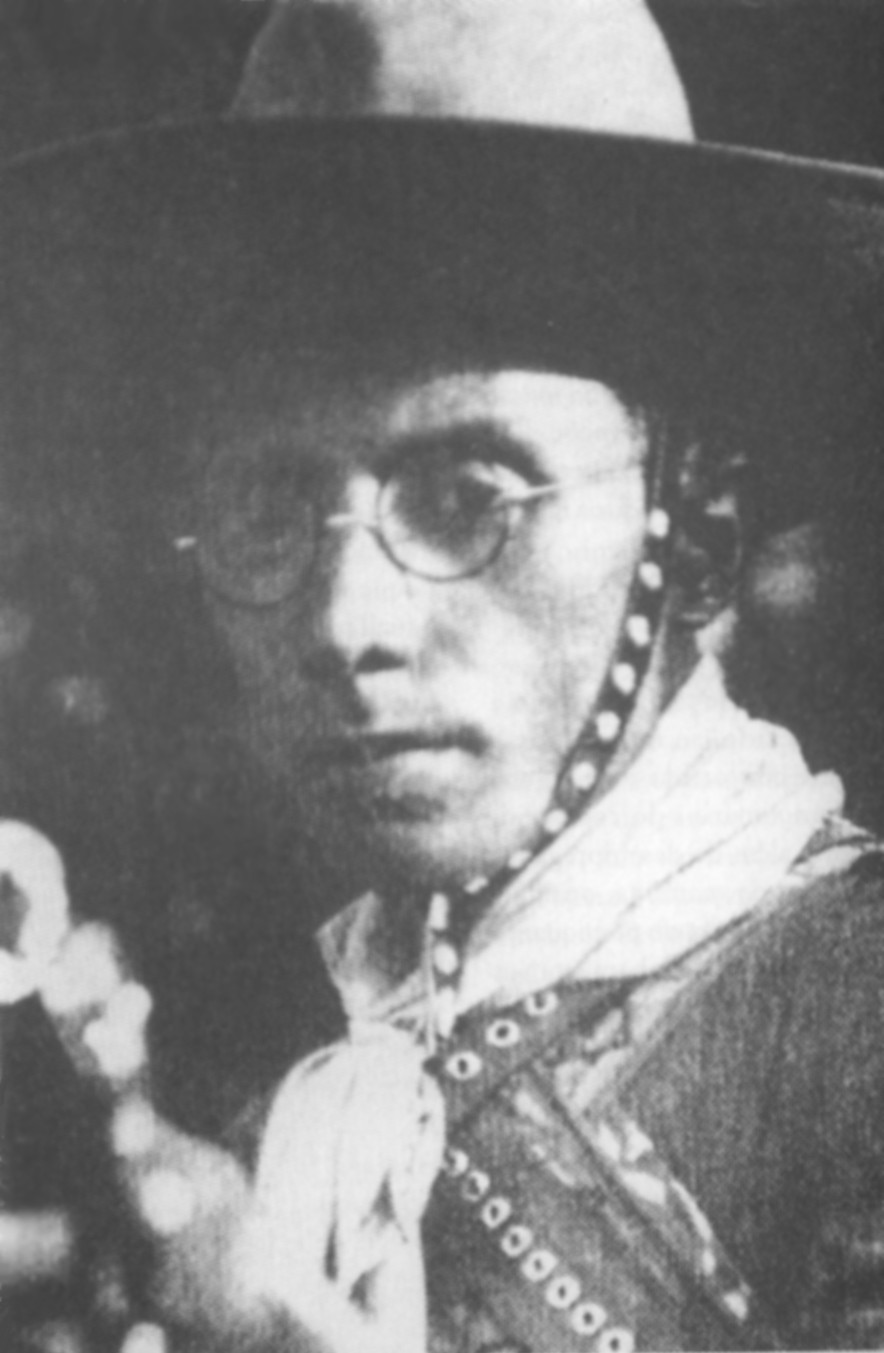
Lampião, celebre e mitizzata figura di cangaçeiro brasiliano, oggetto dell'analisi di Hobsbawm.

L'elaborazione teorica di Hobsbawm ha avuto un notevole impatto sulla storiografia successiva, dando via a un cospicuo filone storiografico, con un proliferare di studi storici improntati a metodologie afferenti a vari ambiti disciplinari, come l'antropologia politica, l'archivistica, il folklore: il concetto di "banditismo sociale", e quello di "folla nella storia" introdotto da George Rudé, hanno dischiuso a nuove fonti e nuove analisi, rispettivamente, lo studio della criminalità rurale e dei tumulti urbani. Molte regioni del mondo (come Italia, Corsica, Grecia, America Latina, Malaysia o Cina) hanno poi offerto terreno fertile alla ricerca storica e documentaria su figure locali di banditi.

### Limiti metodologici e critiche al modello di Hobsbawm
Molte di queste ricerche, tuttavia, hanno messo in evidenza la scarsa aderenza e l'inadeguatezza del modello concettuale del bandito sociale per descrivere la realtà storica di celebrate figure di banditi e fuorilegge.
Lo stesso lavoro di Hobsbawm, in effetti, si serviva di un repertorio tratto soprattutto da racconti tradizionali, folclore o letteratura scritta ispirata in modo diretto a temi tradizionali, poemi e ballate che spesso, più che riflettere la realtà sociale, ne riproducevano solo un aspetto culturale, la comune e largamente condivisa aspirazione a ideali eroici, di libertà o giustizia; materiali letterari della cui problematica utilizzabilità come affidabili fonti documentarie egli stesso era metodologicamente ben consapevole; tali prodotti della cultura popolare e folclorica, a un'attenta analisi, rivelavano poi, molto spesso, una genesi che aveva avuto luogo per mano di autori di particolare estrazione culturale, provenienti, in genere, da ambienti sociali della "middle-class" urbana, che coglievano nella tradizione orale un'esperienza estranea e di seconda mano, e la deformavano in senso romantico, perseguendo precisi fini narrativi, letterari o politici o, più semplicemente, obbedendo a nostalgiche aspirazioni, che potevano trovare corrispondenza nella nobile figura del bandito galantuomo.
Storici e antropologi come John S. Koliopoulos (dell'Università di Salonicco) e Paul Sant Cassia (dell'Università di Malta) hanno criticato la teoria del bandito sociale mettendo in rilievo il frequente ricorso, da parte delle autorità ottomane, all'uso di banditi come gli armatoli per sopprimere i ceti contadineschi in difesa del potere statale centrale. Sant Cassia ha fatto notare come i banditi dell'area mediterranea "siano spesso romanticizzati in un momento successivo attraverso retoriche nazionaliste e testi che circolano e acquisiscono vita propria, donando loro una permanenza e un'efficacia che trascende la loro natura locale e transitoria". Nel caso di Hobsbawm, la romanticizzazione assume valenza politica anziché nazionalistica, tuttavia la figura ambigua e fluida del bandito rimane.
Questi limiti metodologici e concettuali sono stati fin dal principio rilevati da chi si è espresso con atteggiamento critico nei confronti dell'archetipo del bandito sociale. Lo stesso Hobsbawm, nella revisione al saggio edita nel 1981, ha tenuto conto dei rilevi sollevati, ammettendone la fondatezza, sottolineando la necessità di impostare un lavoro di ricerca su fonti di diversa natura.